# Língua muniche
Muniche (ou Munichi)  é uma língua isolada falada na região de  Loreto, Peru.

## Vocabulário
Alguns nomes de plantas e animais na língua muniche (Michael et al. 2009):
| Muniche          | Português                       | Espanhol                                                                                                 |
| ---------------- | ------------------------------- | --- |
| ankyá'a          | bicho-preguiça pequeno e branco | especie de pelejo chico y blanco                                                                         |
| chájnutü         | zogue-zogue                     | mono tocón                                                                                               |
| chámpi           | morcego                         | murciélago                                                                                               |
| chazhtújünü      | macaco-prego                    | mono negro, machín negro                                                                                 |
| chújnü           | jupará                          | chosna                                                                                                   |
| chúpi            | caititu                         | sajino                                                                                                   |
| chu'kí'i         | cairara                         | mono fraile; mono blanco, machín blanco                                                                  |
| hínu             | cachorro                        | perro |
| hiñú'u           | cachorro-do-mato                | chachorro, perrito                                                                                       |
| íita             | tamanduá-bandeira               | oso hormiguero grande, wauniro                                                                           |
| kúchi, kuch      | porco                           | chancho                                                                                                  |
| kyú'haña'a       | gato-do-mato                    | tigre pequeño                                                                                            |
| má'a             | bicho-preguiça grande           | especie de pelejo grande y colorado                                                                      |
| má'çu            | veado                           | venado                                                                                                   |
| minjí'ü          | quatipuru                       | especie de ardilla chiquita                                                                              |
| nújümü           | gambá                           | carachupa                                                                                                |
| pásta            | anta                            | sachavaca                                                                                                |
| píñu             | bugio                           | mono coto, mono aullador                                                                                 |
| pí'cha           | raposa                          | zorro |
| pyí'ji           | sauim                           | pichico                                                                                                  |
| smúki            | macaco-da-noite                 | musmuque                                                                                                 |
| sná'pumu         | capivara                        | ronsoco                                                                                                  |
| spú'u            | quatipuru                       | especie de ardilla                                                                                       |
| tdáana           | queixada                        | huangana                                                                                                 |
| tsa'té'tsa       | boto                            | bufeo |
| tsdǘ'ü           | rato                            | rata; ratones y ratas de casa                                                                            |
| tsé'çu'u         | cutia pequena                   | añuje pequeño                                                                                            |
| tsé'zhu          | cutia                           | añuje |
| tú'hana          | onça-parda                      | tigre, yanapuma                                                                                          |
| wachpí'i         | bicho-preguiça muito pequeno    | especie de pelejito muy chico                                                                            |
| wáka             | vaca                            | vaca |
| wátu             | rato-catita                     | ratón, sachacuy; se usa este término para ratones y ratas silvestres                                     |
| zhapnájma        | tatu-canastra                   | yungunturu, carachupa mama                                                                               |
| zhíipsü          | quati                           | achuni                                                                                                   |
| zhnǘrü           | paca                            | majás, picuro                                                                                            |
| zhtútu           | porquinho-da-índia              | cuy |
| chmáada          | jacu-de-spix                    | pucacunga                                                                                                |
| chmüyǘ'ü         | pomba                           | paloma                                                                                                   |
| chñíki'i         | beija-flor                      | picaflor                                                                                                 |
| chñuñú'u         | andorinha                       | golondrina                                                                                               |
| itwǘjma          | galo                            | gallo |
| jpápa            | pato                            | pato |
| káka             | galinha                         | gallina                                                                                                  |
| mikaráwa         | jacupeba                        | pava del monte, pavo                                                                                     |
| pápa             | urubu                           | gallinazo                                                                                                |
| pkyú'zhu         | jacamim                         | trompetero                                                                                               |
| snúku            | garça                           | garza |
| spéena           | mutum                           | paujil                                                                                                   |
| speyú'u          | gavião                          | tipo de gavilán                                                                                          |
| tnánstü          | pica-pau                        | carpintero                                                                                               |
| wawí'i           | arara                           | guacamayo                                                                                                |
| gákipü           | jiboia                          | boa |
| maçtánu          | muçuã                           | asnacharapa                                                                                              |
| püüwála          | iguana                          | iguano                                                                                                   |
| ümtsǘjmü         | tracajá                         | taricaya                                                                                                 |
| wípü             | víbora                          | víbora                                                                                                   |
| zhmáta           | lagarta                         | lagarto                                                                                                  |
| íma              | peixe                           | pescado, pez                                                                                             |
| chaçñepé'e       | Eucinostomus                    | mojarrita, tipo de pez muy pequeño                                                                       |
| chajnépe         | Gerreidae                       | mojarra                                                                                                  |
| chajnétü         | curimatã                        | boquichico                                                                                               |
| díchamte         | curimbatá                       | sábalo                                                                                                   |
| díptü            | traíra                          | huasaco                                                                                                  |
| fǘutü            | poraquê                         | anguilla                                                                                                 |
| mikána           | piaba                           | lisa |
| peñíma           | jaú                             | zúngaro                                                                                                  |
| kyápe            | sarapó                          | macana                                                                                                   |
| púnkape'e        | tambuatá                        | shirui                                                                                                   |
| tüüná'a          | acará                           | bujurqui                                                                                                 |
| smájmü           | Pseudorinelepis genibarbis      | especie de carachama grande                                                                              |
| tsé'zhima        | pacupeba                        | palometa                                                                                                 |
| wümá'a           | pirarucu                        | paiche                                                                                                   |
| chí'hu           | tocandira                       | isula |
| chpí'i           | grilo                           | grillo                                                                                                   |
| chuí'i           | vespa                           | avispa                                                                                                   |
| fá'chi           | formiga-de-correição            | sitaraco, tipo de hormiga                                                                                |
| jpú'u            | escorpião                       | alacrán                                                                                                  |
| kñíñi            | cigarra                         | chicharra                                                                                                |
| kta              | mutuca                          | tábano, especie de mosca grande con una picadura dolorosa                                                |
| kü'háda          | formiga                         | hormiga                                                                                                  |
| kypi             | carrapato                       | garrapata                                                                                                |
| ñu               | piolho                          | piojo |
| púsa             | formiga-saúva                   | curuhuince                                                                                               |
| pú'pi            | borboleta                       | mariposa                                                                                                 |
| su'té'pa         | percevejo                       | chinche                                                                                                  |
| té'pa            | barata                          | cucaracha                                                                                                |
| trakú'u          | abelha sem ferrão (esp. negra)  | especie de abeja negra que no pica y fecunda las palmeras yarina y coco con polen                        |
| tsma             | mosquito                        | zancudo                                                                                                  |
| tsúnsupa         | ácaro (Trombiculidae)           | isango, tipo de insecto parásito rojo pequeñito que infesta la piel                                      |
| zhápda, zhapdá'a | cupim                           | comején                                                                                                  |
| chadéstü         | aranha                          | araña |
| mü'çǘ'ü          | camarão                         | camarón                                                                                                  |
| pi'hí'i          | coró de palmeira                | suri |
| tzázhpü          | minhoca                         | lombríz                                                                                                  |
| chí'ta           | tabaco                          | tabaco                                                                                                   |
| çuá              | algodão                         | algodón                                                                                                  |
| imájpü           | timbó                           | barbasco, una planta cuyas raices se usan como veneno para hacer pesca                                   |
| jné'tsü          | urucum                          | achiote, tipo de árbol que da frutos cuyo masa roja se usa para pintar el cuerpo y para teñir            |
| mámça            | capim                           | hierba                                                                                                   |
| mázhpü           | chambira                        | chambira, tipo de palmera                                                                                |
| pí'kya           | cogumelo                        | hongo |
| snápzhu          | cana-flecha                     | caña brava                                                                                               |
| sta              | jenipapo                        | huito |
| túna'a           | murumuru                        | huicungo, especie de palmera                                                                             |
| ú'japü           | Dieffenbachia                   | patiquina, tipo de planta con hojas grandes, sembrada en la huerta, que quema la piel si se toca la hoja |
| weelístü         | Phytolacca rivinoides           | airambo                                                                                                  |
| zhní'ça          | jarina                          | yarina, tipo de palmera                                                                                  |
| chasmǘ'ü         | cubiu                           | cocona                                                                                                   |
| chuáwaku'u       | cumaru                          | charapilla, tipo de árbol con fruto comestible                                                           |
| íka              | abacate                         | palta |
| kímpa'a          | ingá                            | shimbillo, tipo de árbol que produce frutos verdosos, largos y delgadas que son comestibles              |
| kiná'a           | abiu                            | caimito, árbol cultivado con fruta comestible; la cáscara de la fruta produce una resina muy pegasosa    |
| kiñá'a           | Grias peruviana                 | sachamangua, tipo de árbol que produce una fruta comestible paraceda al mango pero tiene una carne dura  |
| kǘpüña'a         | fruta-pão                       | pan de árbol                                                                                             |
| maapuñí'i        | mocambo                         | macambo, un fruto dulce, amarillo y grande                                                               |
| páwa             | caju                            | casho |
| tpü              | abacaxi                         | piña |
| tsa'tsára        | limão                           | limón |
| uchmí'i          | Caryodendron orinocense         | meto huayo, tipo de árbol con frutos comestibles parecidos al maní                                       |